# (Can't Live Without Your) Love and Affection
(Can't Live Without Your) Love and Affection is een single van Nelson. De single behaalde de toppositie in de Billboard Hot 100 en werd uitgebracht door Geffen Records in 1990. De tekst van het nummer is gebaseerd op een verliefdheid op Cindy Crawford. Judie Aronson speelt de hoofdrol in de videoclip.
De productie van de single en de B-kant, Will You Love Me, werd uitgevoerd door David Thoener en Marc Tanner. De single staat ook op het album After the Rain.

## Hitlijsten
| Hitlijst (1990)      | Positie |
| -------------------- | ------- |
| VS Billboard Hot 100 | 27      |